# Azione penale
L'azione penale è l'azione con la quale viene realizzata la pretesa punitiva pubblica (ius puniendi) che sorge a seguito della commissione di un reato, con l'applicazione dei precetti normativi del caso.

## Titolarità
L'ordinamento giuridico generalmente attribuisce l'esercizio dell'azione penale ad appositi organi preposti.
Soggetti che possono dare impulso all'azione, ad esempio possono essere:
- un organo pubblico, il pubblico ministero, che veglia alla osservanza delle leggi;
- persona offesa dal reato, che agisce nel proprio interesse;
- chiunque, nell'interesse della collettività cui appartiene (azione popolare).

Peraltro, l'azione della persona offesa dal reato e quella popolare, presenti negli ordinamenti del passato, in molti ordinamenti attuali sono scomparse (così è in Italia) e, laddove sono rimaste (come in Spagna), hanno di solito un ruolo marginale, suppletivo o integrativo rispetto all'azione del pubblico ministero.

## Nel mondo

### Italia
Nell'ordinamento italiano l'obbligatorietà dell'azione penale è sancita dall'articolo 112 della Costituzione; si ritiene che l'articolo 132-bis delle disposizioni di attuazione del codice di procedura penale, che disciplina la formazione dei ruoli di udienza e la trattazione dei processi, sia compatibile con questo principio, perché contempla un intervento che "deve considerarsi limitato alla sfera organizzativa dell’attività giudiziaria, e non autorizzatorio – di fatto o di diritto – della mancata trattazione di taluni procedimenti".
L'esercizio dell'azione penale da parte del pubblico ministero, del resto, è obbligatorio ai sensi dell'art. 112 della Costituzione, come recepito negli artt. 50 e 405 c.p.p., cioè l'azione penale diventa obbligatoria quando la "notizia di reato" è fondata e, in generale, quando gli elementi raccolti durante la fase investigativa sono sufficienti a sostenere l'accusa in giudizio. Perché tale obbligo diventi perentorio ed ineludibile, per il pubblico ministero, è necessario che si verifichi una precisa condizione, stabilita dall'articolo 50 del codice di procedura penale ovvero che non sussistano i presupposti per chiedere l'archiviazione.
Ai sensi dell'articolo 335 del codice di procedura penale, il pubblico ministero iscrive nel registro delle notizie di reato i fatti suscettibili di assumere rilevanza penale; i fatti che, invece, non siano suscettibili di assumere rilevanza penale, vengono iscritti in un apposito registro, il registro degli atti non costituenti reato. Le notizie di reato vengono iscritte in diversi registri, a seconda che l'autore del fatto sia noto o ignoto; che la notizia giunga da persone identificate, o da organi di politizia giudiziaria, oppure da soggetti rimasti ignoti; che la competenza, in caso di esercizio dell'azione penale, appartenga al giudice di pace o al giudice togato.
Il pubblico ministero, all'esito delle attività investigative compiute, se non ritiene di dover richiedere l'archiviazione, esercita l'azione penale attraverso la citazione diretta a giudizio, la richiesta di rinvio a giudizio, la richiesta di emissione di decreto penale di condanna, la richiesta di giudizio immediato o, se la persona sottoposta a indagini ne fa richiesta e il pubblico ministero stesso vi consente, attraverso una domanda di applicazione della pena su richiesta delle parti. Prima dell'esercizio dell'azione penale (salvo che essa consista nella richiesta di emissione di decreto penale di condanna o nella richiesta del giudizio immediato), il pubblico ministero deve notificare alla persona sottoposta a indagini e al suo difensore, a pena di nullità degli atti successivi, l'avviso di conclusione delle indagini preliminari; l'indagato, entro venti giorni dalla notifica, può interloquire col magistrato inquirente al fine di dissuaderlo dall'esercizio dell'azione penale, dando conto di possibili elementi a sua discolpa o sollecitando il compimento di ulteriori attività d'indagine.
Nel corso delle indagini preliminari, il giudice dichiara con decreto d'archiviazione non doversi procedere per la particolare tenuità del fatto; se la persona offesa non ha chiesto di essere informata dell'archiviazione ai sensi dell'articolo 410 c.p.p., il giudice può archiviare senza consultare la persona offesa e l'archiviazione non è opponibile, altrimenti se la persona offesa ha chiesto di essere informata della richiesta di archiviazione ed ha interesse alla prosecuzione del procedimento (D. Lgs. 274/2000, art. 34) può opporsi in modo motivato (o indicando gravi errori commessi nella comprensione dei fatti e delle prove consegnate o indicando nuovi mezzi di indagine). Nel caso non vi sia una motivazione fondata, la richiesta di opposizione non è accoglibile. Va ricordato che l'articolo 410 c.p.p indica come elemento perentorio che l'opponente (la parte offesa) indichi l'oggetto dell'investigazione suppletiva ed i relativi elementi di prova, ovvero è perentorio che si forniscano ragioni fondate affinché l'opposizione venga accolta e tali ragioni sono costituite o dalla richiesta di correggere errori e manchevolezze verificatesi nella fase delle indagini preliminari in base a quanto già depositato o da nuovi fatti ed elementi di prova. 

#### Esercizio dell'azione penale
È il rinvio a giudizio che rende l'indagato un soggetto imputato. Laddove il P.M. ritenga di aver raccolto durante le indagini preliminari elementi idonei a sostenere l'accusa in giudizio, deve (per il citato obbligo costituzionale di cui all'art. 112 Cost.) esercitare l'azione penale, promuovendo tale atto.
Tale esercizio assume diverse forme in funzione del rito adito ovvero della tipologia di reato contestato. Quanto al rito, infatti, sarà ben possibile un contestuale esercizio dell'azione penale e della condanna (es.: decreto penale di condanna). Ma tale forma è l'eccezione.
La regola è, infatti, la formulazione dell'imputazione in un atto di impulso dell'azione penale. Tale atto è la richiesta di rinvio a giudizio (per i procedimenti con udienza preliminare) ed il decreto di citazione diretta a giudizio (per i procedimenti di competenza del Tribunale Monocratico).

#### Richiesta di archiviazione del procedimento
La richiesta d'archiviazione è regolata dagli artt. 408 e 125 delle disp.att.: il primo stabilisce che la richiesta venga effettuata dal PM al GIP che la deve accogliere per infondatezza della notitia criminis, mentre il secondo precisa cosa si intenda per infondatezza, sancendo che il pubblico ministero presenta al giudice la richiesta di archiviazione quando ritiene l'infondatezza della notizia di reato perché gli elementi acquisiti nelle indagini preliminari non sono idonei a sostenere l'accusa in giudizio.
L'infondatezza pertanto non si manifesta solo quando appare evidente la mancanza di responsabilità dell'indagato, ma anche quando questa è evidente o addirittura palese ma gli elementi probatori a carico di questo sono insufficienti per sostenere l'accusa.
La richiesta di archiviazione è stata sottoposta a questione di legittimità costituzionale per un ipotizzato contrasto tra l'art. 125 disp. att. e la direttiva 50 dell'art. 2 della legge delega 81/1997 e una conseguente violazione dell'art 76 Cost., che impone al legislatore delegato di attenersi alle indicazioni fornite dal Parlamento. La Corte Costituzionale ha negato questa prospettazione, evidenziando come la richiesta sia controllata dal GIP e che comunque la parola manifesta - non introdotta, come da richiesta, dal legislatore delegato - è comunque desumibile dal sistema, dato il carattere lungo e particolareggiato delle indagini preliminari.

### Commonwealth
Negli Stati di tradizione anglosassone l'azione penale rientra nelle valutazioni discrezionali dell'organo dell'accusa, che decide se rinunciare coltivare la persecuzione penale (Nolle prosequi) in virtù di un calcolo di priorità tra reati ovvero di convenienze nella raccolta della prova per reati più gravi (plea bargaining).